# Квітка з полонини
Квітка з полонини — пісня-романс Романа Савицького, основний виконавець Дмитро Гнатюк.
Пісню написав Роман Савицький учитель з села Семигинів Стрийського району Львівської області, автор пісень «Лелеки», «Червоні маки», «Вівчарики», «Ваблять зорі в Чорногорі», «Задума», «Марічка» («Через гори вітровії…»), «Розлука», «Слава кобзареві», «Мавка», за однією з версій - автор славнозвісної пісні «Гуцулка Ксеня».

## Текст пісні
| Із давніх вже давен, на полонині, ген, Є квіточка ромен, що зір манить. Цю квітку запашну, чаклунку чарівну Дала ти, щоб одну тебе любить. І я люблю з тих пір тебе, дівчино з гір, Спокою вже, повір, мені нема Бо довгі ночі, дні, і на яву, і в сні, Мов шепче хтось мені, любить дарма. Кохання два слівця - де сонячні серця, А безнадійність ця - глибокий жаль. Від надаремних мрій тьмяніє розум мій, Дівчина чорних вій - моя печаль. Та стільки раз в житті стрічаю гори ті Надхмарні і круті - красу свою. Завжди у квітці тій маленькій дорогій Я бачу образ твій - любов мою. Люблю тебе, дівча із полонини, Замріяною квіткою назвав Тобі наймення чарівливе дав, Бо думаю про тебе щохвилини. Тебе люблю я, квітко з полонини, Ти перше посміхнулася мені, Як теплі сонця промені ясні, Як пісня із карпатської вершини. Минають літечка, засохла квіточка, Що біля серденька її поклав. Вже більш не бачену, в цвіт закосичену, Тебе утрачену, я знов згадав. Бо ти, як перший цвіт зробила ранній світ У серці юних літ що не згасав. Та я не знав і сам, що в полонині там Ромен ще звуть ім'ям "люби мене". Та я не знав і сам, що в полонині там Ромен ще звуть ім'ям "люби мене"... |